# Hawke’s Bay United
Hawke’s Bay United ist ein neuseeländischer Fußballverein aus Napier. Der 2004 gegründete Klub trägt seine Heimspiele im Bluewater Stadium aus. In der Ewigen Tabelle belegt Hawke’s Bay United mit 76 Punkten den siebten Platz.
| Bilanz von Hawke’s Bay in der Football Championship | Bilanz von Hawke’s Bay in der Football Championship | Bilanz von Hawke’s Bay in der Football Championship | Bilanz von Hawke’s Bay in der Football Championship | Bilanz von Hawke’s Bay in der Football Championship | Bilanz von Hawke’s Bay in der Football Championship | Bilanz von Hawke’s Bay in der Football Championship | Bilanz von Hawke’s Bay in der Football Championship |
| Sp.                                                 | S                                                   | U                                                   | N                                                   | T                                                   | GT                                                  | Diff.                                               | Pkte.                                               |
| --------------------------------------------------- | --------------------------------------------------- | --------------------------------------------------- | --------------------------------------------------- | --------------------------------------------------- | --------------------------------------------------- | --------------------------------------------------- | --------------------------------------------------- |
| 84                                                  | 20                                                  | 16                                                  | 48                                                  | 114                                                 | 193                                                 | −79                                                 | 76                                                  |

## Geschichte
Hawke’s Bay United (HBU) wurde 2004, unter dem Namen Napier City Soccer als Nachfolgeverein der Napier City Rovers gegründet. Nach Platz 5 in der Auftakt-Saison 2004/05 benannte man sich in Hawkes Bay United FC um, um nicht nur die Stadt Napier, sondern die gesamte Region Hawke’s Bay zu repräsentieren. Zugleich änderte man die Vereinsfarben in Schwarz-Weiß. Bislang gelang Hawke’s Bay United in keiner der sechs Spielzeiten die Qualifikation für die Meisterschafts-Play-offs.

## Bekannte Spieler
- Jeremy Brockie (2007 bis 2008)
- Che Bunce (2008 bis 2009)
- Phil Edginton (2006 bis 2007)
- Mark Elrick (2006 bis 2007)
- Jonathan Gould (2005 bis 2009)
- Ian Hogg (2006 bis 2008, 2009)
- Sam Jenkins (2004 bis 2008)
- Sam Messam (2006 bis 2008)
- Cole Peverley (2006 bis 2009)
- Jarrod Smith (2007 bis 2008)
- Seule Soromon (2008 bis 2009)